# Richard Airey, 1. Baron Airey

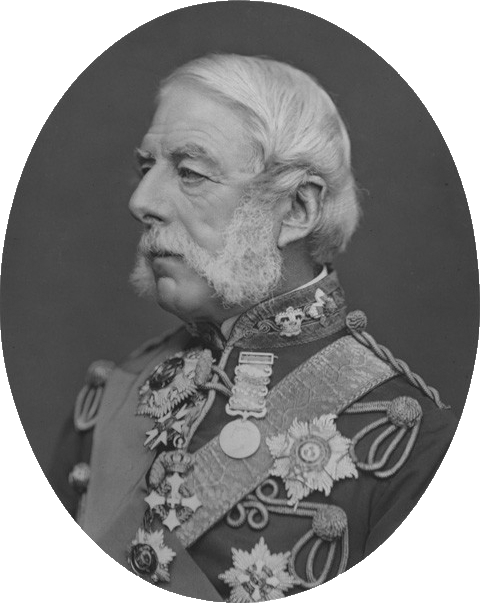
General Richard Airey, Baron Airey, 1878

Richard Airey, 1. Baron Airey, GCB (* April 1803 in Newcastle upon Tyne, Northumberland, England; † 13. September 1881 in The Grange, Leatherhead, Surrey, England) war ein britischer General. Er kämpfte im Krimkrieg und spielte eine entscheidende Rolle bei der berühmten Attacke der Leichten Brigade.

## Leben

### Familiäre Herkunft und erste Verwendungen

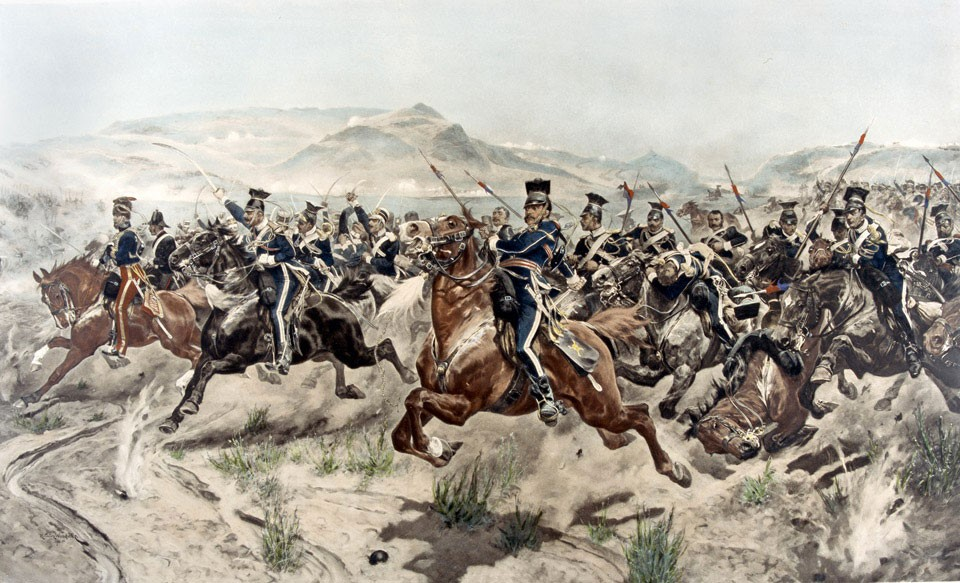
Airey wurde vorgeworfen für die schweren Verluste bei der Attacke der Leichten Brigade in der Schlacht bei Balaklawa verantwortlich zu sein

Richard Airey war eines von drei Kindern und der einzige Sohn von Generalleutnant George Airey und dessen Ehefrau Catherine Talbot. Er absolvierte eine Offiziersausbildung an der Royal Military Academy Woolwich und trat nach deren Abschluss 1821 als Ensign in das 34th (Cumberland) Regiment of Foot der British Army ein. 1825 erfolgte seine Beförderung zum Hauptmann. Zwischen 1827 und 1829 war er Aide-de-camp des Lord High Commissioner der Ionischen Inseln, Frederick Adam. Im Anschluss war er von 1830 bis 1832 Aide-de-camp des Generalgouverneurs von Britisch-Nordamerika Lord Aylmer und im Anschluss zwischen 1832 und 1835 selbst Militärgouverneur von Britisch-Nordamerika. Nach seiner Rückkehr 1838 wurde er Oberstleutnant und fungierte als Assistant Adjutant-General, mit Sitz im Horse Guards Gebäude, ehe er von 1847 bis 1851 Assistant Quartermaster-General wurde. Als Nachfolger von Generalleutnant Raglan war er ab 1852 Military Secretary des Oberbefehlshabers der britischen Armee Lord Hardinge und bekleidete diesen Posten bis zu seiner Ablösung durch Generalleutnant Charles Yorke im Mai 1854.

### Krimkrieg und die Attacke der Leichten Brigade
Nachdem die Alliierten in den Krimkrieg eingetreten waren, übernahm Airey das Kommando über die sechste Brigade, die Teil der 3. Infanteriedivision war. Airey kommandierte diese Brigade in der Schlacht an der Alma. Danach wurde er Generalquartiermeister des Oberbefehlshabers Raglan. Im Dezember 1854 wurde er zum Generalmajor befördert. Im Verlauf der Schlacht bei Balaklawa gab Raglan an Airey den Befehl, die Kavallerie einzusetzen, um die am Morgen durch die russische Armee erbeuteten Kanonen zurückzuerobern. Airey gab diesen Befehl an den Ordonnanzoffizier Nolan weiter, der ihn Lord Lucan, dem Befehlshaber der Kavalleriedivision übergab. Dieser wiederum gab den Befehl zur Ausführung an seinen Schwager, Lord Cardigan, den Chef der leichten Kavalleriebrigade. Die missverständliche Weitergabe des Befehls führte zur katastrophalen Attacke der Leichten Brigade. Die schweren Verluste der Brigade bei der Attacke wurden Airey vorgeworfen. Eine von ihm geforderte offizielle Untersuchung sprach ihn jedoch von diesem Vorwurf frei. Anschließend war er wiederum Kommandeur einer Brigade in der Schlacht bei Inkerman. Für seine Verdienste im Krimkrieg wurde er zum Generalleutnant (Lieutenant-General) befördert und am 5. Juli 1855 zum Knight Commander des Order of the Bath (KCB) geschlagen, so dass er fortan den Namenszusatz „Sir“ führte. 1858 erhielt er den osmanischen Mecidiye-Orden II. Klasse.

### Generalquartiermeister, Gouverneur von Gibraltar und Generaladjutant

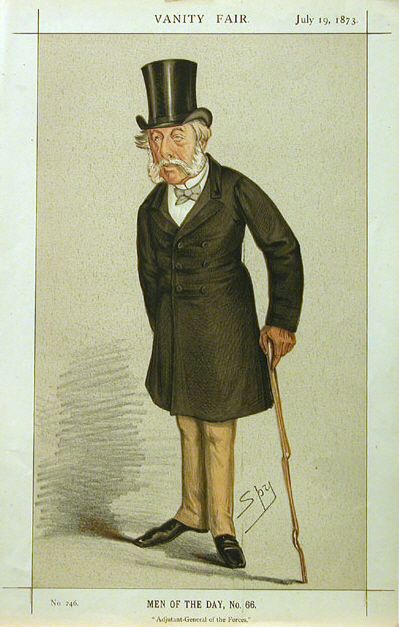
Richard Airay in einer Karikatur von Leslie Ward in der Zeitschrift Vanity Fair (19. Juli 1873)

Im Dezember 1855 löste Generalleutnant Airey Generalmajor James Freeth als Quartermaster-General to the Forces ab und bekleidete dieses Amt nahezu zehn Jahre lang bis September 1865, woraufhin Generalleutnant Hope Grant seine Nachfolge antrat. Er war zudem zwischen 1860 und 1868 Colonel of the Regiment des The 17th (Leicestershire) Regiment.
Am 21. September 1865 übernahm er von General William John Codrington den Posten als Gouverneur von Gibraltar und hatte diesen bis zu seiner Ablösung durch William Fenwick Williams am 25. Juli 1870 inne. Am 13. März 1867 wurde er zum Knight Grand Cross des Order of the Bath (GCB) erhoben. Er war ferner zwischen 1868 und 1876 Colonel of the Regiment der The Royal Fusiliers (City of London Regiment).
Nach seiner Rückkehr wurde Generalleutnant Richard Airey im September 1870 als Nachfolger von General William Paulet Adjutant-General, einem der höchsten Posten innerhalb des Heeres, und verblieb in dieser Verwendung bis zu seiner Ablösung durch General Charles Ellice im November 1876. 1871 wurde er zum General befördert. Nach seinem Ausscheiden aus dem aktiven Militärdienst wurde ihm am 29. November 1876 in der Peerage of the United Kingdom der erbliche Adelstitel Baron Airey, of Killingworth in the County of Northumberland, verliehen. Er wurde dadurch Mitglied des House of Lords.
Aus seiner im Januar 1838 geschlossenen Ehe mit Harriet Mary Everard Talbot, Tochter von James Talbot, 3. Baron Talbot of Malahide und dessen Ehefrau Anne Sarah Rodbard, ging eine Tochter, Katherine Margaret Airey, hervor, die den Unterhausabgeordneten Sir Geers Cotterell, 3. Baronet heiratete. Da er keine männlichen Nachkommen hinterließ, erlosch sein Peerstitel bei seinem Tod am 13. September 1881. Er wurde auf dem Kensal Green Cemetery in London beigesetzt.